# Kevin D'Haese
Kevin D'Haese (Zottegem, 6 september 1980) is een Belgisch voormalig wielrenner. Hij was in 1998 Belgisch kampioen bij de junioren. Een stage bij Lotto-Adecco in 2002 liep echter op niets uit.

## Belangrijkste overwinningen
1998
- Belgisch kampioen op de weg, Junioren

## Grote rondes
Geen